# LÉ Banba (CM11)
A LÉ Banba (CM11) az Ír haditengerészet (INS) Ton-osztályú aknászhajója volt, egyike annak a háromnak, melyeket az Ír kormány szerzett be a megnövekedett fegyvercsempészetet és a kábítószerkereskedelem kezdetét jelentő észak-írországi politikai változásának fényében. A másik kettő a LÉ Grainne (CM10) és a LÉ Fola (CM12) volt.
Nevét Banbáról, Tuatha Dé Danann egyik mondabeli királynőjéről kapta, ami egyben Írország költői neve is. A hajó előzőleg a Brit Királyi Haditengerészet HMS Alverton hadihajója volt.

## Átadás
A Banba nevet eredetileg az 1946-ban megrendelt hat Flower osztályú korvett egyikének szánták, de csak három került leszállításra, így a név nem került felhasználásra. 1971. február 22-én az INS megkapta a korábbi Alverton-t, és február 23-án Gibraltárnál Deasy korvettkapitány parancsnoksága alatt állt szolgálatba.
Szolgálatba állása után a Banba, Fola társaságában a Földközi-tenger nyugati részén készült fel a Kikötő Alkalmassági Vizsgákra és a Tengeri Alkalmassági Vizsgákra. Március 20-án hazaindulva mindkét hajó elhagyta a Földközi-tengert, azonban útközben egy kialakult vihar elől Lisszabonban kellett menedéket keresniük. A haditengerészet két új szerzeménye végül 1971. március 29-én érkezett meg.
A Banbát 1984-ben kivonták a szolgálatból, és spanyol érdekeltségeknek adták el bontásra.

## Fordítás
Ez a szócikk részben vagy egészben  a   LÉ Banba (CM11) című angol Wikipédia-szócikk ezen változatának fordításán alapul.  Az eredeti cikk szerkesztőit annak laptörténete sorolja fel. Ez a jelzés csupán a megfogalmazás eredetét és a szerzői jogokat jelzi, nem szolgál a cikkben szereplő információk forrásmegjelöléseként.